# Myroslav Popovytch
Myroslav Popovytch, né le 12 avril 1930 à Jytomyr et mort le 10 février 2018 à Kiev, est un historien et philosophe ukrainien.

## Biographie
Myroslav Popovytch naît le 12 avril 1930 à Jytomyr. Il est diplômé de l'université de Kiev.
Il est senior researcher à l'Institut de philosophie de l'AN URSR (aujourd'hui ANU) à partir de 1963, docteur à partir de 1967 et président du département de logique de la connaissance scientifique de l'institut à partir de 1969. En décembre 1986, il est élu président de la branche ukrainienne de la Société philosophique de l'URSS. Il écrit des livres en russe sur l'analyse philosophique du langage scientifique (1966), dans lesquels il passe en revue le développement des méthodes d'analyse syntaxique et sémantique afin de clarifier la relation entre la théorie et la réalité ; sur les questions philosophiques de la sémantique (1975) ; et sur le développement des idées logiques dans un contexte culturel-historique (1979). Il édite également plusieurs ouvrages sur la logique de la méthodologie et de la recherche scientifiques. Il s'intéresse à l'histoire générale des idées et publie des articles sur des écrivains tels que F. Dostoïevski et Nicolas Gogol, ainsi qu'un livre sur la vision du monde des anciens Slaves (1985). En ukrainien, il publie une défense du matérialisme marxiste (1964), un roman biographique sur H. Skovoroda (avec I. Drach et S. Krymsky, 1984), et un roman avec un essai sur N. Gogol (1989). À partir de 1989, il est actif dans les organes dirigeants du Mouvement populaire d'Ukraine (Rukh).
Il est l'une des personnalités intellectuelles phares de l'intelligentsia ukrainienne jusqu'à sa mort.
Myroslav Popovytch meurt le 10 février 2018 à Kiev.